# Sześć dróg do śmierci
Sześć dróg do śmierci (ang. 6 Ways to Die) – amerykański thriller z 2015 roku w reżyserii Nadeema Soumaha, wyprodukowany przez wytwórnię Phase 4 Films. Główne role w filmie zagrali Vinnie Jones, Michael Rene Walton i Vivica A. Fox.

## Fabuła
Tajemniczy John Doe (Vinnie Jones) chce wymierzyć sprawiedliwość Sonny’emu "Sundownowi" Garcii, który stworzył najpotężniejszą sieć dystrybucji narkotyków w Ameryce. Mężczyzna chce przeprowadzić zemstę w sześciu krokach. Zamierza odebrać mu kolejno: wolność, miłość, reputację, najcenniejszą własność, pieniądze, a na końcu życie.

## Obsada
- Vinnie Jones jako John Doe
- Vivica A. Fox jako Veronica Smith
- Dominique Swain jako Steph Garcia
- Bai Ling jako June Lee
- Michael Rene Walton jako Sonny "Sundown" Garcia
- Tom Sizemore jako Mike Jones
- Luis Fernandez-Gil jako El Jefe
- Chris Jai Alex jako Frank Casper
- Jose Rosete jako Marcus
- Melissa Mars jako Olivia

## Odbiór

### Krytyka
Film Sześć dróg do śmierci spotkał się z mieszaną reakcją krytyków. W serwisie Rotten Tomatoes 40% z pięciu recenzji filmu jest pozytywne (średnia ocen wyniosła 3,7 na 10).